# Сражение при Тиенхаара
Сражение при Тиенхаара (фин. Tienhaaran taistelu) — боевые действия между советскими и финскими войсками на Карельском перешейке в районе северо-западнее Выборга, последовавшие сразу после освобождения города и являвшиеся фактическим продолжением Выборгской наступательной операции советских войск в ходе Советско-финской войны 1941—1944.
Пытаясь развить достигнутый успех советские войска 22-25 июня 1944 г. предприняли наступление с целью форсировать пролив Кивисилласалми, захватить важный узел шоссейных дорог посёлок Тиенхаара и, таким образом, овладеть плацдармом на северо-западном побережье Выборгского залива, однако все атаки были отражены противником.

## Советское наступление на Выборг
10 июня войска Ленинградского фронта на Карельском перешейке перешли в наступление и к исходу 19 июня, продвинувшись вперед до 100 километров и вышли на подступы к Выборгу. Учитывая это, командующий фронтом маршал Л. А. Говоров отдал приказ командующему 21-й армии генерал-полковнику Д. Н. Гусеву овладеть в течение следующего дня городом Выборгом. Непосредственно с юга к городу подходили 314-я и 90-я стрелковые дивизии 108-го корпуса генерал-лейтенанта М. Ф. Тихонова и 372-я стрелковая дивизия из состава 97-го корпуса генерала-майора М. М. Бусарова. Наступление поддерживали 1-я Краснознаменная танковая бригада, 30-я гвардейская танковая бригада, 27-й, 31-й и 260-й отдельные гвардейские танковые полки прорыва, 1222-я и 1238-я самоходно-артиллерийские полки, а также часть сил 5-й гвардейской артиллерийской дивизии прорыва.
На выборгском направлении советским войскам противостояли части финского 4-го армейского корпуса генерала-лейтенанта Т. Лаатикайнена. Непосредственно оборона города была возложена на 20-ю пехотную бригаду, части которой 17-19 июля были переброшены из Карелии. Бригада была хорошо укомплектована и насчитывала в своём составе 5133 солдата и офицера. Поддержку бригады осуществляли рота самоходных орудий (9 САУ БТ-42) из состава танковой дивизии и часть сил 3-го полка ПВО.
С востока город прикрывала 3-я пехотная бригада, занимая оборону в районе станции Таммисуо вдоль железной дороги Выборг — Антреа — Хийтола. В резерве северо-западнее и севернее Выборга находились танковая дивизия генерала Р. Лагуса и понесшая уже в предыдущих боях большие потери 10-я пехотная дивизия. Помимо этого, в район боевых действий из Карелии спешно перебрасывались части 17-й пехотной дивизии. Значительно усилилась и авиационная группировка противника. Выполняя просьбу руководства Финляндии, немецкое командование оперативно оказало союзнику значительную помощь и уже 16 июня на аэродром Иммола начали прибывать самолёты люфтваффе боевой группы «Кульмей».

## Освобождение Выборга, 20 июня 1944 г

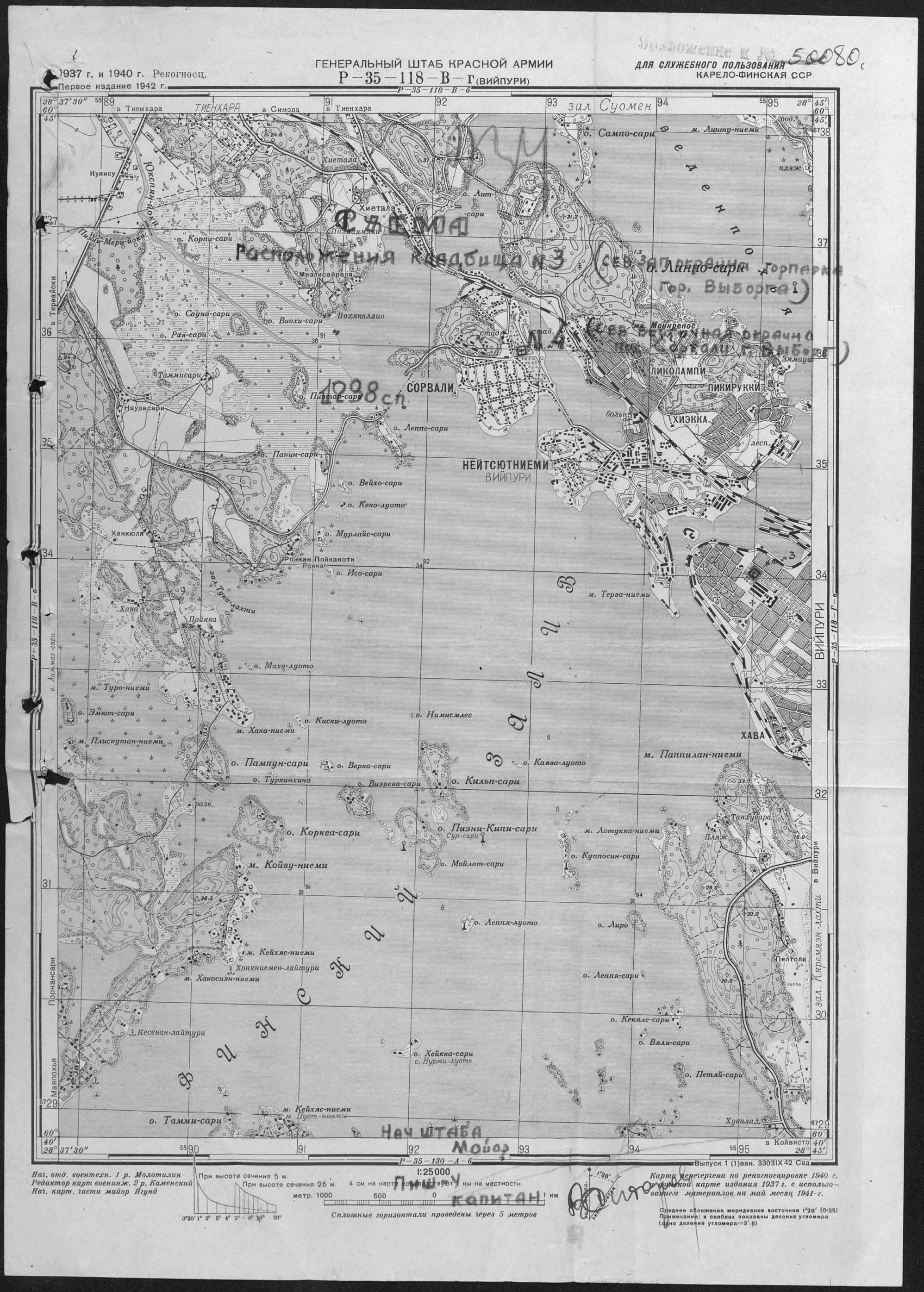
Карта Выборга и окрестностей из донесения о безвозвратных потерях 372-й стрелковой дивизии от 17.07.1944 г.

Утром 20 июня советские войска начали штурм Выборга. Главный удар с востока вдоль шоссе Каннаксентие наносили 286-й и 19-й стрелковые полки 90-й дивизии при поддержке 260-го отдельного гвардейского танкового полка и 1238-я самоходно-артиллерийского полка. Одновременно 1074-й и 1078-й стрелковые полки 314-й стрелковой дивизии нанесли удар удар с юго-востока вдоль приморского шоссе и железной дороги Терийоки-Выборг. В то же время частям 97-го стрелкового корпуса была поставлена задача перерезать железную дорогу Выборг — Тали и обойти город с севера-востока.
Изначально наступающие ограничивались разведкой боем, пытаясь выявить слабые места в обороне противника. При этом поддержка авиации и артиллерии носила ограниченный характер — советское командование решило постараться избежать крупных разрушений в городе. Около полудня после короткой артиллерийской подготовки советские войска перешли в решительное наступление. Вначале уличные бои приняли ожесточенный характер и противник оказывал сопротивление, но примерно через два часа организованная оборона финнов была сломлена — части 20-й пехотной бригады начали отступление.
Несмотря на критическое положение, командующий силами обороны Карельского перешейка генерал-лейтенант К. Л. Эш всё-таки рассчитывал переломить ситуацию и если не удержать Выборг, то хотя бы стабилизировать ситуацию. Во второй половине дня 20 июня частям танковой дивизии был отдан приказ выдвигаться в район Суур-Мериоки и Тиенхаара с задачей занять оборону в северо-западных пригородах Выборга и на побережье Выборгского залива. Одновременно в этот же район примерно с той же задачей начали выдвижение и части 10-й пехотной дивизии. Чуть позже 17-й пехотной дивизии, части которой только начали прибывать на Карельский перешеек, было приказано занять оборону вдоль Сайменского канала, а частью сил выдвинуться в район Тиенхаара и занять оборону на северо-западном берегу пролива Кивисилласалми.
В это время бои за Выборг вошли в заключительную стадию. Отступление 20-й пехотной бригады под натиском советских войск превратилось в беспорядочное бегство. От полного уничтожения бригаду спасло только то, что финским саперам удалось подорвать большую часть многочисленных мостов и переправ в городе, в том числе мост в Папула, железнодорожный мост в Салакка-Лахти, Крепостной мост и два моста ведущие на Линнансаари. Это обстоятельство существенно замедлило наступление, но всё-таки к концу дня советские войска полностью овладели Выборгом. Примерно в 17-30 над Выборгским замком был поднят красный флаг.

## Перегруппировка финских войск
Всем офицерам обратить особое внимание на поддержание строгой дисциплины. Все виновные в дезертирстве, трусости или невыполнения приказов… должны предаваться военно-полевому суду и приговариваться к смертной казни. Приговор должен приводиться в исполнение без промедления. Для поддержания порядка… офицеры должны использовать огнестрельного оружие для прекращения всех видов разложения и беспорядков в войсках.
В боях за Выборг общие потери 20-я пехотной бригады по финским данным составили около 560 человек, а безвозвратные — 162 солдата и офицера. Из этого числа 62 человек попали в плен. Хотя бригада избежала полного уничтожения и понесла относительно небольшие потери, боевой дух личного состава бригады был полностью подорван. Хаотично отступая, солдаты 20-й пехотной бригады бросали оружие, не подчинялись приказам и призывали солдат из других частей финской армии обратиться в бегство.

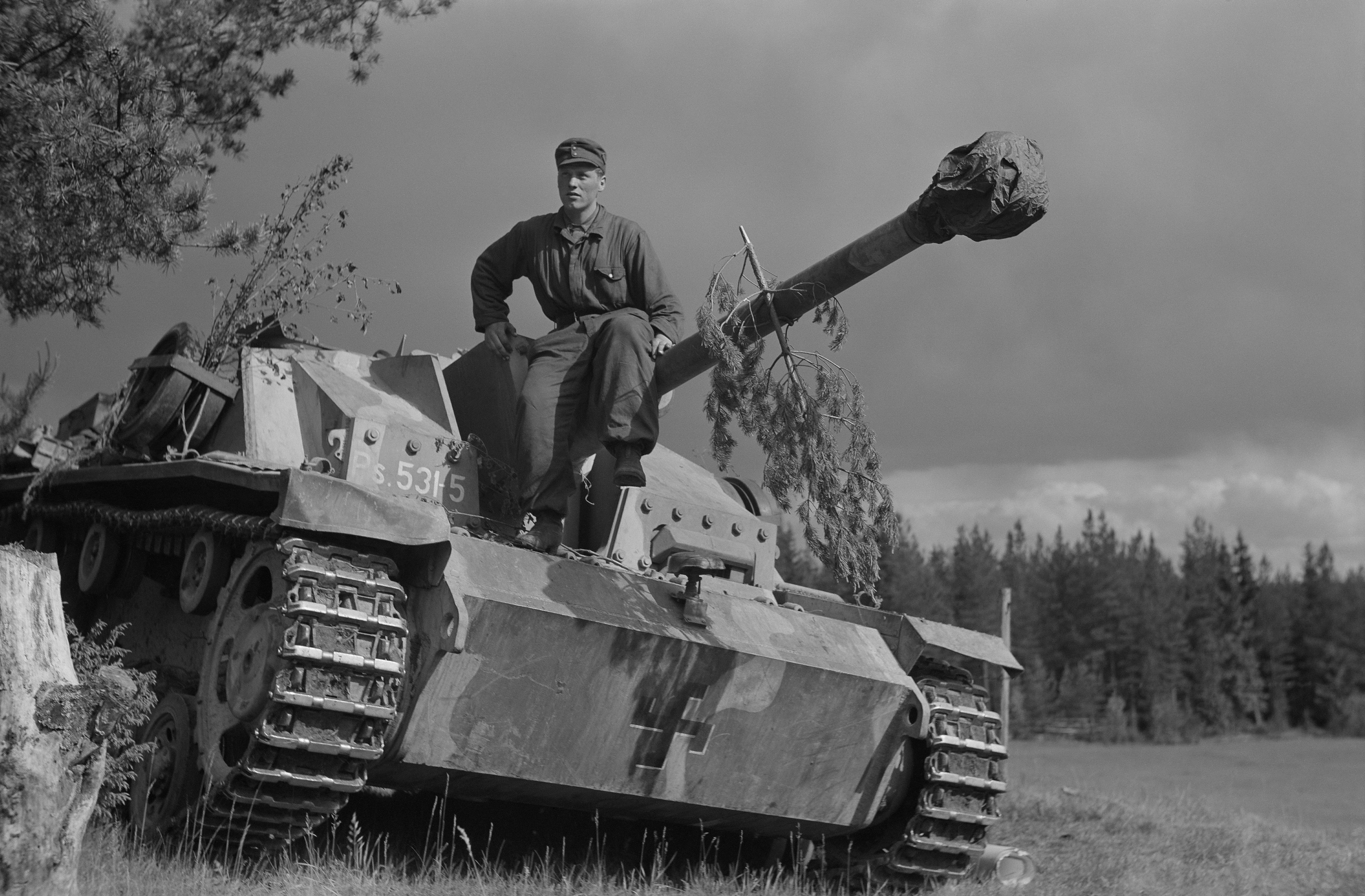
Штурмовое орудие из состава финской танковой дивизии. Район Тиенхаара — Ханхийоки, 23 июня 1944 г. Фотография из архива Сил обороны Финляндии (SA-kuva).

Все это создало критическое положение для финской обороны стратегически важного пролива Кивисилласалми и поселка Тиенхаара. В этом поселке ведущая из Выборга дорога раздваивалась, образуя два шоссе — на северо-запад в сторону Лаппеэнранты и на запад в сторону Котки. Примерно к 18-00 20 июня на этом участке занимал оборону только небольшой отряд, сформированный начальником артиллерии 20-й пехотной бригады подполковником П. Арра. При этом автомобильный и железнодорожный мост через пролив финским саперам уничтожить не удалось.
Создалась возможность для советских войск сходу форсировать пролив и захватить плацдарм на северо-западном побережье Выборгского залива. Однако этот шанс был упущен. Только к утру 21 июня передовые советские части вышли к проливу. К этому моменту финское командование сумели значительно укрепить свою оборону. Поздно вечером 20 июня к проливу Кивисилласалми подошли передовые части 10-й пехотной дивизии и батальон штурмовых орудий из состава танковой дивизии. Для большей эффективности действий оставшаяся артиллерия 20-й пехотной бригады и прибывшие артиллерийские части были объединены в одну боевую группу. В ночь на 21 июня, не встречая противодействия со стороны советских войск, финские саперы взорвали оба моста через пролив.
Помимо этого, финское командование приняло самые суровые меры для наведения порядка и дисциплины. Командир 20-й пехотной бригады полковник А. Кемпии был отстранен от должности и отдан под суд военного трибунала, а паникеров, трусов и нарушителей воинской дисциплины было приказано расстреливать на месте.

## Отражение советского наступления
21 июня  в 18-00 командующий Ленинградским фронтом маршал Л.А. Говоров отдал приказ №6264 командующему 21 армией, в котором говорилось:

1.	Используя успех частей 108 СК, сходу форсировавших пролив у приг. Сорвали и ведущих в бой в районе Хиетала переправить главные силы 108 СК на зап. берег Выборгского залива и не позднее 21.6. овладев Тиенхара, обеспечить плацдарм на рубеже: мз. Хаихийоки, Нурми, Тервайоки, в готовности развить удар в зап. направлении и не позднее 24.6, выйти на рубеж: Лайнэла, Нисалахти.

Одновременно частью сил развить удар в общем направлении на север, обеспечить захват переправ в районе Юустила и форсировать канал Сайман-канава, частями 97 и 109 СК.
Перед наступлением состав 108-го стрелкового корпуса был изменён. 20 июня из состава корпуса была выведена 314-я стрелковая дивизия, а в конце дня 21 июня - 268-я стрелковая дивизия.  Одновременно корпус был усилен 372-й стрелковой дивизией, которой вместе с 90-й стрелковой дивизией предстояло участвовать в форсировании пролива. 46-я стрелковая дивизия составила резерв корпуса. 

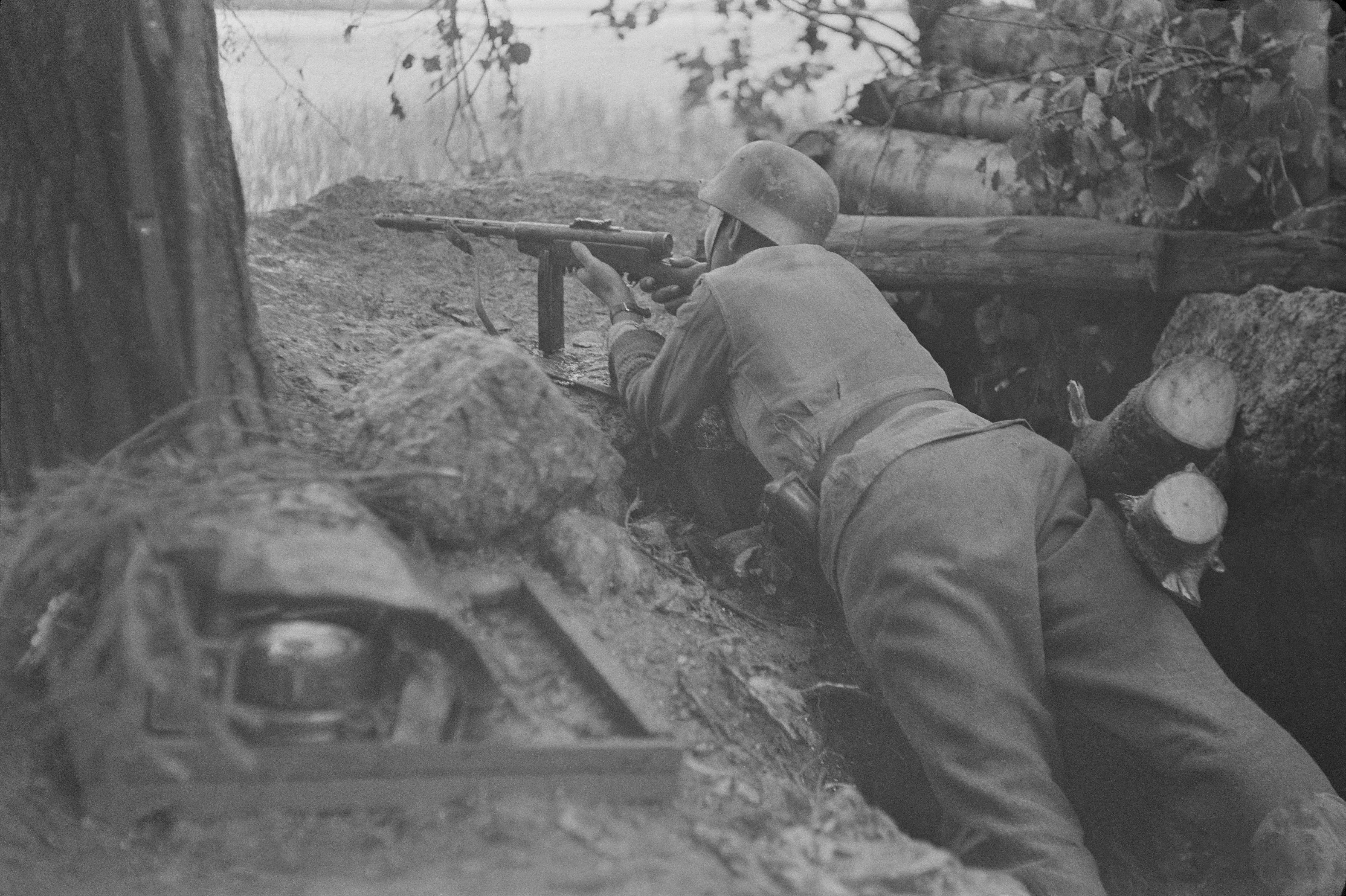
Финский автоматчик на берегу Выборгского залива напротив остова Сорвали. Район Тиенхаары. 25 июня 1944 г. Фотография из архива Сил обороны Финляндии (SA-kuva).

Ночью с 21 на 22 июня батальон 1236-го стрелкового полка 372-й стрелковой дивизии провел разведку боем, но неожиданно натолкнувшись на организованное сопротивление были вынуждены отступить. Весь день 22 июня части 108-го стрелкового корпуса не предпринимали активных действий и вели с противником огневой бой через пролив. И только утром 23 июня советские войска, наконец, предприняли масштабное наступление с целью форсировать пролив Кивисилласалми силами 1240-го и 19-го полков 90-й стрелковой дивизии, а также 372-й стрелковой дивизией в полном составе. 
К этому времени финская оборона снова была усилена. В район боевых действий прибыла 17-я пехотная дивизия, 61-й полк которой занял наиболее ответственный участок обороны пролива рядом с разрушенными мостами, а артиллерийская группировка была доведена до 11 дивизионов. Было также реорганизовано управление войсками. С 22 июня действующие в этом районе части (10-я, 17-я пехотные дивизии, 20-я пехотная и кавалерийская бригады) были объединены под началом штаба 5-го армейского корпуса генерала А. Свенсона, переброшенного из Карелии.

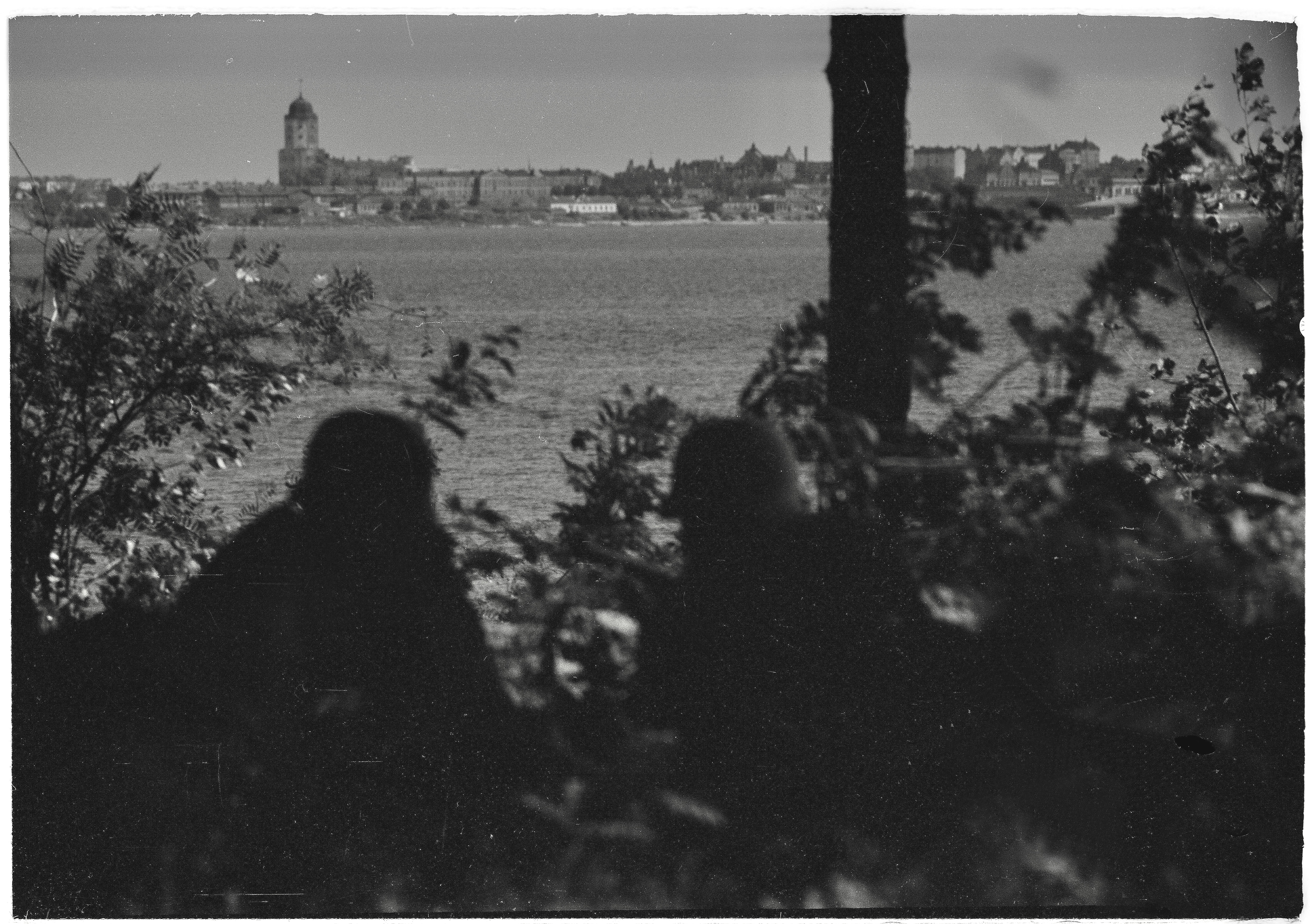
Финские солдаты на берегу Выборгского залива. На заднем плане — взятый советскими войсками город Выборг. 4 июля 1944 г. Фотография из архива Сил обороны Финляндии (SA-kuva).

Части 108-го стрелкового корпуса начали операцию по форсированию пролива в 8-30 утра 23 июня после 30-минутной артподготовки. Сразу же наступающие попали под ураганный стрелковый и артиллерийский огонь противника и успеха не имели. Ни одной лодки достичь противоположного берега не удалось. Во второй половине дня массированная атака была повторена, но снова прорваться к противоположному берегу не удалось. Понеся большие потери советские войска были вынуждены отступить на исходные рубежи. Исходя из того, что осуществить переправу на данном участке без соответствующей артиллерийской и авиаподготовки было невозможно, командование 108-го стрелкового корпуса приняло решение временно операцию прекратить.
Неудача, постигшая части 21-й армии в операции по форсированию пролива Кивисилласалми и наступлению на Тиенхаара заставили советское командование сосредоточить основные усилия северо-восточнее Выборга в районе станции Тали, где 25 июня началось генеральное наступление. По советским данным до конца июня части 108-го стрелкового корпуса ограничивались артиллерийским обстрелом позиций противника и проведением локальных операций. Так, 25 июня были захвачены 3 небольших острова (Хуннукалансари, Ревонсари и Рионсари), однако попытка высадить разведгруппу 314-й стрелковой дивизии на остров Пампунсари была отражена противником. 28 июня частная операция 286-го полка 90-й дивизии привела к захвату острова Урансари, но захватить остров Оравансари не удалось. В остальном части 108-го стрелкового корпуса активных наступательных действий не предпринимали. По финским данным советские войска всё-таки предпринимали попытки форсировать пролива Кивисилласалми после 23 июня, но атаки 25 и 30 июня были отбиты как и все предыдущие. Не удалась советским войскам захватить и остров Леппассаари, находящийся в Выборгском заливе юго-западнее Сорвали. Предпринятые 22-23 июня атаки 19-го полка 90-й стрелковой дивизии на этот остров были отбиты 200-й полком финской кавалерийской бригады.
Вплоть до заключения соглашения о прекращении огня 19 сентября 1944 г. линия фронта в этом районе не претерпела изменений, хотя отдельные столкновения между финскими и советскими войсками возникали ещё несколько раз.

## Итоги
Сражение при Тиехаара в финской военной истории придается большое значение. Это был первый случай с начала советского наступление, когда финнам удалось отразить натиск Красной армии. Последнее обстоятельство приобретало ещё большое значение с учётом того, что эта «оборонительная победа» последовала сразу после тяжелейшего поражения в боях за Выборг, которое привело к росту панических и пораженческих настроений в рядах финской армии. Однако финское командование сумело переломить ситуацию и полностью использовать ту паузу которая возникла в советском наступлении после взятия Выборга. В финской историографии это обстоятельство объясняется так.

Личный состав Красной Армии, естественно, ожидал что взятие Выборга будет отпраздновано как следует. Кроме награждения медалями, повышения в звании, увеличения пайков и раздачи водки, победу отмечали грабежами и безудержным пьянством. Все это дало финской армии передышку, чтобы подтянуть свежие формирования, изыскать лучшее позиции для обороны, пополнить склады боеприпасов.— Финский историк Х. Мейнандер
По финским данным только в боях 22-23 июня потери советской стороны составили около 2000 человек убитыми и ранеными. Потери финнов были также значительными. Так, только 61-й полк 17-й пехотной дивизии в боях 22-27 июня потерял 46 человек убитыми и 350 ранеными. Понесли потери и другие части. Например, 200-й полк кавалерийской бригады в бою 23 июня за остров Леппасаари потерял 3 человека убитыми и 13 ранеными.

## Отражение в искусстве

### Кинематограф
- «Впереди линии фронта» (Etulinjan edessä[фин.]) — финско-шведский фильм 2004 г. о боевом пути в ходе «войны-продолжение» 61-го полка 17-й пехотной дивизии и о его командире А. Марттинене.